# Glaphyra rufosternalis
Glaphyra rufosternalis là một loài bọ cánh cứng trong họ Cerambycidae.